# Stromausfall in Europa im November 2006

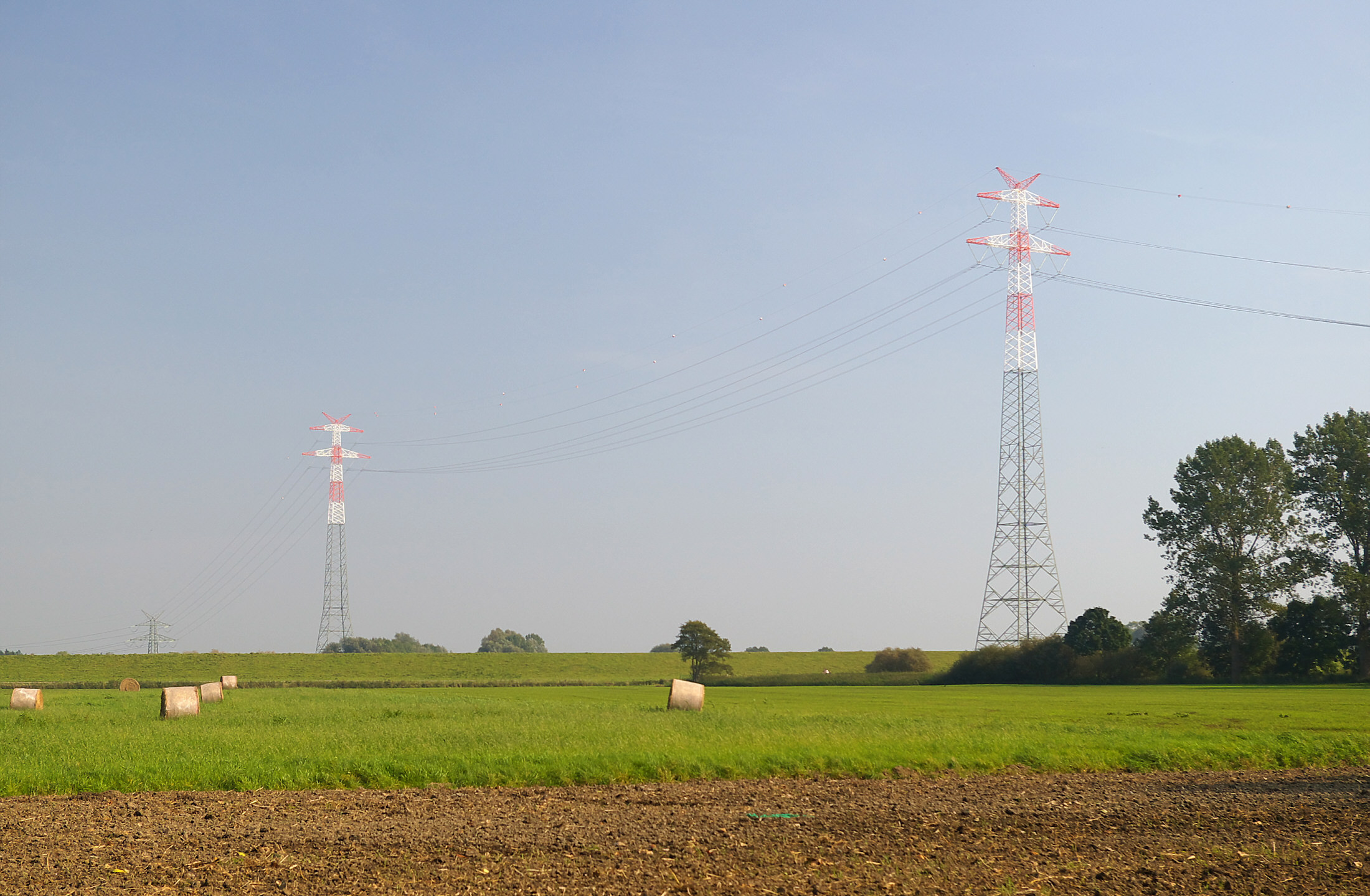
380-kV-Ems-Freileitungskreuzung bei Mark südlich von Weener mit inzwischen erhöhten Masten (September 2007)

Am Samstag, dem 4. November 2006, kam es gegen 22:10 Uhr zu einem größeren Stromausfall in Europa. Teile von Deutschland, Frankreich, Belgien, Italien, Österreich und Spanien waren bis zu 120 Minuten ohne Strom; sogar in Marokko waren Auswirkungen spürbar.

## Ursache

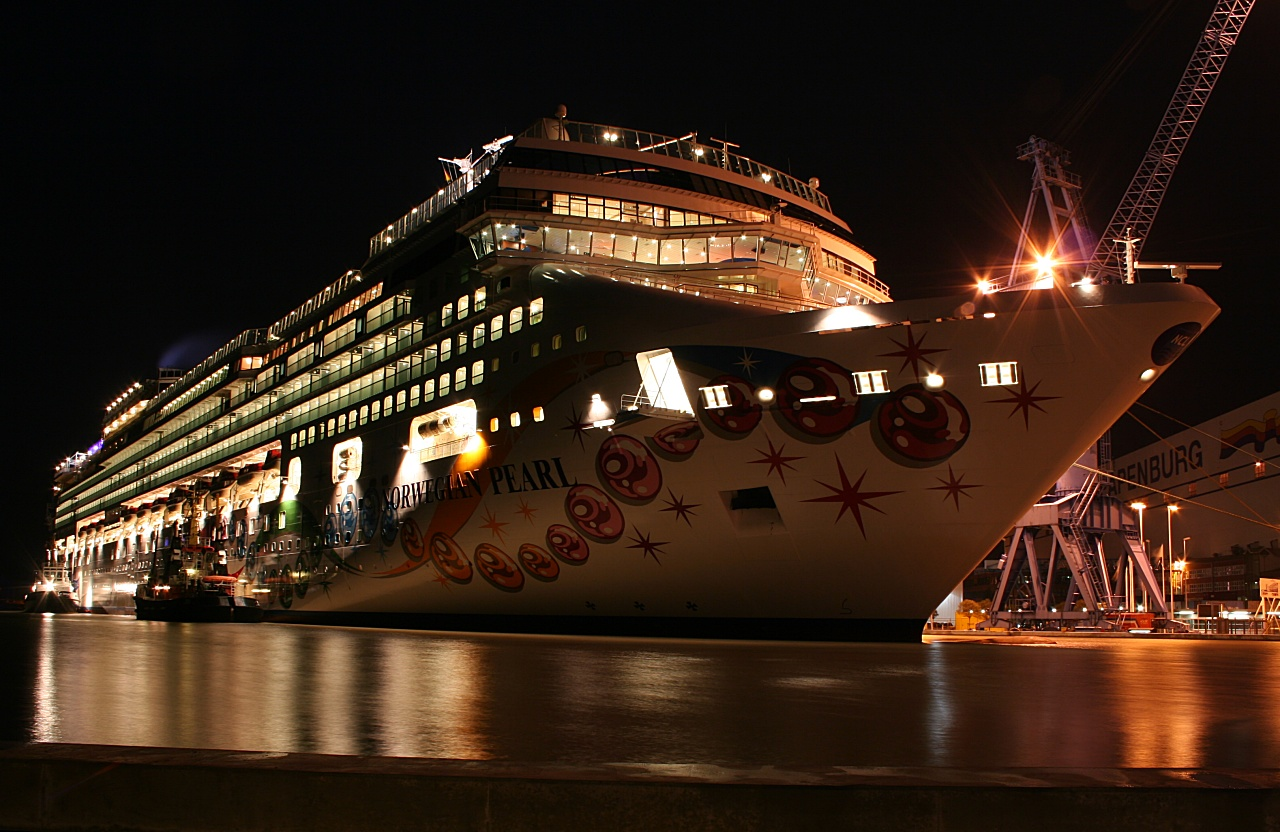
Norwegian Pearl, gebaut 2006

Auslöser war die planmäßige jedoch vorgezogene zeitweilige Abschaltung beider Stromkreise der von E.ON (heute Tennet TSO) betriebenen Höchstspannungsleitung Conneforde–Diele, die als 380-kV-Ems-Freileitungskreuzung mit damals 84 m hohen Strommasten die Ems quert, am Abend des 4. November 2006. Diese Abschaltung geschah routinemäßig für große Schiffe, so auch für die Überführung der Norwegian Pearl, des dritten Schiffs der als Jewel-Klasse auf der Meyer Werft in Papenburg gebauten Kreuzfahrtschiffe. Es kommt dabei auch auf den Wasserstand und die Wetterbedingungen an. Durch das E.ON-Netz floss zum Zeitpunkt des Ausfalls eine Leistung von fast 10 GW (vor allem durch Windenergie erzeugt) von Norddeutschland und Nordeuropa nach West- und Südeuropa. 
Laut Untersuchungsbericht der UCTE war diese Abschaltung mangelhaft geplant und durch kurzfristige Änderungen gekennzeichnet. Der ursprüngliche Zeitplan der Leitungsabschaltung sah eine erhebliche Reduzierung der Transportleistung vor. Aufgrund von rechtlichen Vereinbarungen konnte diese Reduzierung nicht mehr dem aktualisierten Zeitplan angepasst werden. Zudem wurde die Abschaltung der Leitung vorgezogen, ohne die anderen beteiligten Übertragungsnetzbetreiber Vattenfall (heute 50Hertz Transmission) und RWE (heute Amprion) rechtzeitig zu informieren, so dass diese keine Chancen mehr hatten, ihre Stromerzeugungs- und Netzkapazitäten zum neuen Zeitpunkt an die veränderten Bedingungen anzupassen. Das E.ON-Netz ging nach der geplanten Abschaltung der beiden 380-kV-Stromkreise Conneforde–Diele vom Normalbetrieb (in dem das (n−1)-Kriterium erfüllt war) in den gefährdeten, aber noch sicheren Betriebszustand über.
Weitere Umstände waren zwischen den Netzbetreibern nicht korrekt ausgetauschte und aktualisierte Grenzdaten bei den verbliebenen Transportleitungen, die die Leistung von der Ems-Freileitungskreuzung übernehmen sollten. Dadurch kam es in den laufend durchgeführten Lastflussberechnungen zur Bestimmung der Netzsicherheit zu ungenauen bzw. falschen Berechnungen. So waren die Grenzwerte der 380-kV-Leitung zwischen den Umspannwerken Landesbergen und Wehrendorf – diese Leitung übernahm einen wesentlichen Teil der Leistung – auf beiden Seiten unterschiedlich eingestellt, wobei sich die Operatoren von E.ON der abweichenden Parameter auf der Seite von RWE nicht bewusst waren:
| Parameter                                                | Landesbergen        | Wehrendorf |
| -------------------------------------------------------- | ------------------- | ---------- |
| Zeitlich unlimitierter thermischer Grenzwert der Leitung | 2000 A              | 2000 A     |
| Warnschwellen für Alarmmeldung                           | 1000 A und 2000 A   | 1795 A     |
| Maximal zulässiger Strom                                 | 2550 A für 1 Stunde | 1995 A     |
| Unmittelbare Abschaltung                                 | 3000 A              | 2100 A     |

## Verlauf
Nach der geplanten Abschaltung der zweiten Leitung der Ems-Freileitungskreuzung um 21:39 kam es auf der 380-kV-Leitung Landesbergen–Wehrendorf zu einem geplanten Anstieg von rund 600 MVA auf 1.300 MVA. Bis 22:05 wäre es mit Hilfe der dänischen Regelzone noch möglich gewesen, das Netz aus dem gefährdeten Zustand in den sicheren (n−1)-Zustand überzuführen, allerdings wurde diese Option nicht in Erwägung gezogen und war aus rechtlichen Gründen auch nicht zulässig, da zunächst zur Sicherstellung Topologieänderungen im eigenen Netz durchgeführt werden müssen.
Zwischen 22:05 und 22:07 kam es auf der Leitung Landesbergen–Wehrendorf zu einer weiteren Steigerung um 100 MW, was zur Auslösung einer Warnung auf Seite von RWE führte und um 22:08 zu einer dringenden Abklärung mit der Netzleitung von E.ON führte, um den sicheren Betrieb wiederherzustellen. Das Personal von E.ON führte in Echtzeit eine Lastflussberechnung zur Änderung der Netztopologie durch, allerdings ohne Prüfung des (n−1)-Kriteriums, mit dem Ergebnis, dass ein Zusammenschluss zweier Sammelschienen im Umspannwerk Landesbergen den Strom auf der Leitung Landesbergen–Wehrendorf um 80 A (entsprechend 53 MVA) reduzieren sollte.

Aufsplittung des UCTE-Netzes in drei Teilregionen um 22:10:40

Die um 22:10:11 vorgenommene Zusammenschaltung der Sammelschienen ohne weitere Absprachen mit der Netzleitung von RWE löste ein Desaster aus: Anstatt wie geplant die Übertragungsleistung zu mindern, stieg der Strom durch die Leitung Landesbergen–Wehrendorf um 67 A an, was zwei Sekunden später zur automatischen Auslösung des Netzschutzes im Umspannwerk Wehrendorf führte. Da zu diesem Zeitpunkt das (n−1)-Kriterium für diese Region nicht erfüllt war, führte die Abschaltung der Leitung Landesbergen–Wehrendorf zu einer Kettenreaktion: Die Last verteilte sich unkontrolliert auf andere Leitungen im Umfeld, was in der Folge zu weiteren automatischen Abschaltungen wegen Überlastung und fehlender Synchronität führte.

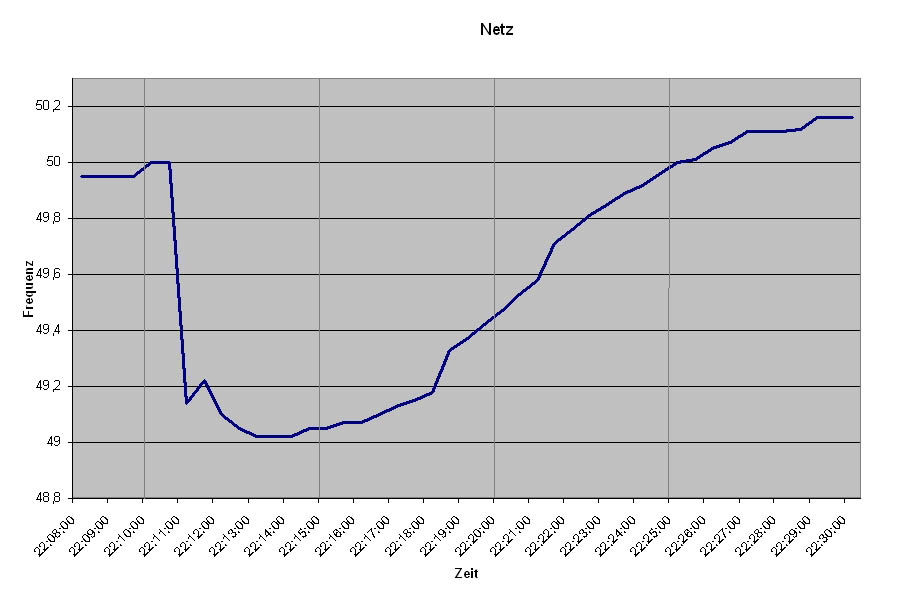
Netzfrequenz Area 1

Am Ende der Kettenreaktion wurde um 22:10:28,7 das UCTE-Verbundnetz durch die Abfolge bzw. automatische Notfallprogramme in den Bereich West und Nord-Osten und 0,2 s später das Süd-Östliche Stromnetz als eigene Teilnetze aufgetrennt, ohne dass es zu Schäden an der Infrastruktur wie Transformatoren oder Leitungen kam. Nord- und Osteuropa erzeugten nun knapp 10.000 MW zu viel Leistung, die in West- und Südeuropa fehlte. Als Konsequenz stieg die Netzfrequenz im Norden und Osten Europas rapide, während sie im Westen und Süden Europas rapide fiel (Unterfrequenz). Während es in Nord- und Osteuropa noch gelang, die Leistungsbilanz rechtzeitig auszugleichen, vor allem durch Trennen von Energieerzeugern vom Netz, konnte die fehlende Erzeugerleistung in West- und Südeuropa nicht schnell genug mobilisiert werden. Es wurden durch automatischen Lastabwurf Verbraucher vom Netz genommen, dies hatte für die betroffenen Regionen einen unmittelbaren Stromausfall zur Folge. Um 22:10:40 konnte so eine Stabilisierung der Netzfrequenz in den verbliebenen Versorgungsbereichen der westlichen Region auf niedrigem Niveau gesichert werden. In der Folge wurde versucht, die Synchronität des Stromnetzes wiederherzustellen und es wieder zusammenzuschalten. Dies gelang europaweit nach mehreren erfolglosen Versuchen gegen 22:50.

## Folgen
Betroffen waren bis zu zehn Millionen Haushalte in Europa. Auch der Bahnverkehr wurde massiv beeinträchtigt. In Österreich kam es im Zuge der Störung zu einer Auftrennung des Verbundnetzes zwischen West- und Ostösterreich: Während in Ostösterreich zu viel Leistung verfügbar war mit einem deutlichen Anstieg der Netzfrequenz und mit der Folge, dass Kraftwerke kurzfristig vom Netz genommen werden mussten, war in Westösterreich zu wenig Leistung verfügbar. Kurzfristig wurden in Westösterreich daher Großverbraucher abgeschaltet und zusätzliche Speicherkraftwerke zur Stützung der Stromversorgung in Betrieb genommen. Durch die Umschaltungen kam es in Österreich zu Stromausfällen; diese dauerten Sekundenbruchteile bis (in manchen Regionen) einige Minuten. Nach einer knappen Dreiviertelstunde konnten die beiden Netzhälften in Österreich wieder synchronisiert und zusammengeschaltet werden.
Die Strommasten an der Ems wurden 2007 auf 110 m erhöht.

## Zeitlicher Ablauf
Angaben gemäß Untersuchungsbericht der Bundesnetzagentur.

### Ereignisse vor dem 4. November 2006
- 18.09.2006: Die Meyer Werft beantragt die Abschaltung der Leitung Conneforde–Diele zum 5. November 2006, 01:00 – 05:00 Uhr
- 27.10.2006: vorläufige Genehmigung durch E.ON, Information an RWE
- 03.11.2006: Die Meyer Werft bittet E.ON um eine Vorverlegung auf den 4. November ab 22:00 Uhr
- 03.11.2006, ca. 18:00: E.ON übermittelt das routinemäßige, tägliche Informationsdokument (DACF) an RWE. Es enthält keine Angaben zur geänderten Zeitplanung.

### Ereignisse am 4. November 2006
- zwischen 18:00 und 19:00: E.ON informiert RWE über die geänderte Zeitplanung
- 21:30: RWE stimmt der Leitungsabschaltung zu.
- 21:38: die erste Leitung wird abgeschaltet
- 21:39: die zweite Leitung wird abgeschaltet
- 21:39: E.ON erhält erste Warnmeldungen zu möglichen Leitungsüberlastungen
- 21:42: E.ON erteilt die sogenannte Verfügungserlaubnis (finale Freigabe) an die Meyer Werft
- ab 22:00: der tägliche Wechsel von Handelsabsprachen zu 22:00 Uhr erhöht die Lastflüsse ab ca. 22:05 Uhr
- ab 22:07: Überschreitung des durch RWE gesetzten Sicherheitsgrenzwerts für die Leitung Landesbergen–Wehrendorf
- ab 22:10:11: E.ON legt eine Kupplung im Umspannwerk Landesbergen ein. Ziel ist eine Reduzierung des Lastflusses auf der kritischen Leitung. Das Gegenteil tritt ein, der Lastfluss erhöht sich.
- ab 22:10:13: Die Leitung Landesbergen–Wehrendorf schaltet sich ab.
- ab 22:10:15: verschiedene andere Leitungen werden überlastet und schalten sich ab. Der UCTE-Netzverbund wird in der Folge in drei Gebiete getrennt.